# Conferenza di Évian

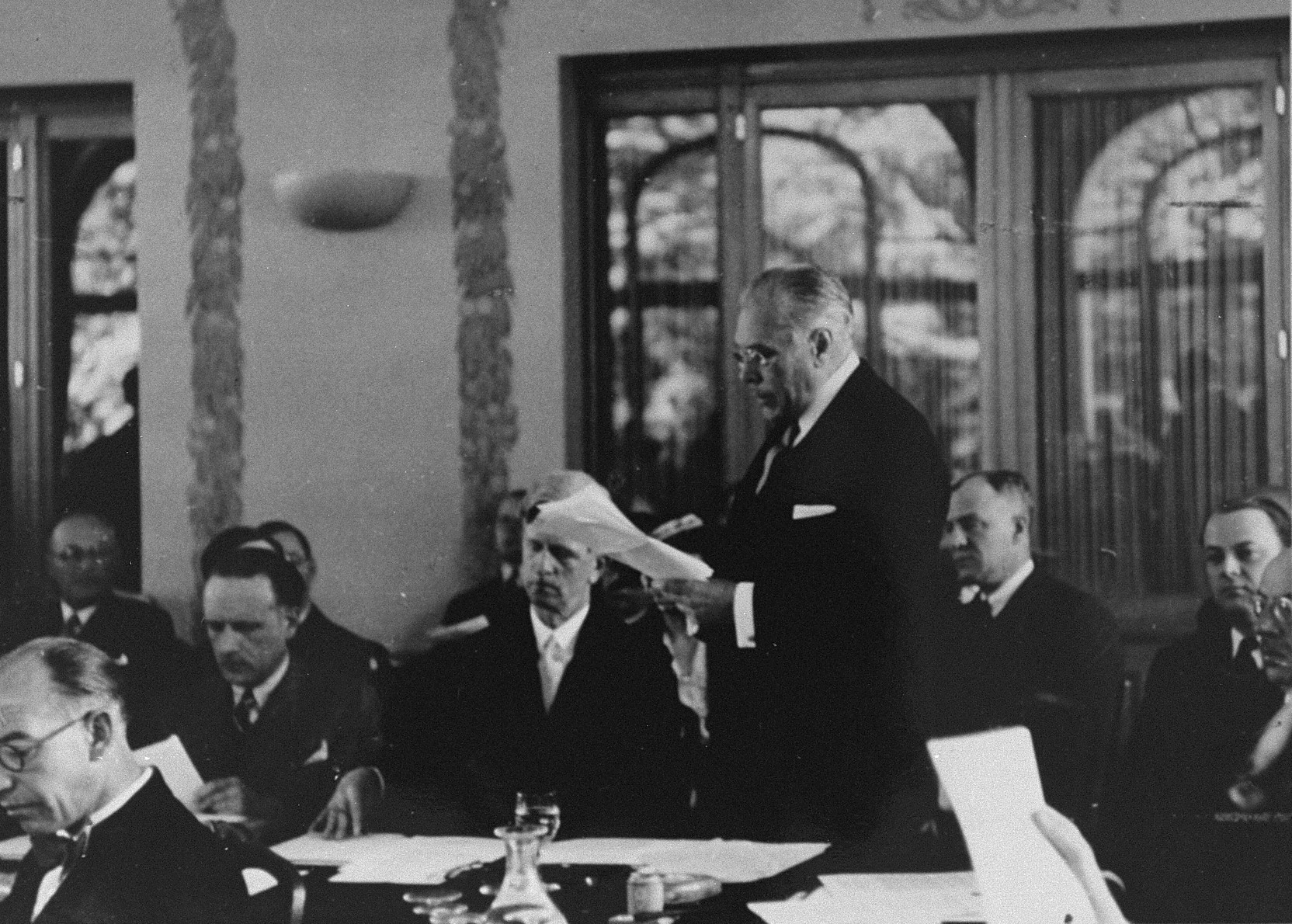
Myron Charles Taylor, delegato degli Stati Uniti d'America, parla alla Conferenza di Evian

La conferenza di Evian ebbe luogo dal 6 al 15 luglio 1938 nella località francese di Évian-les-Bains, sul Lago Lemano. Era stata convocata dal presidente degli Stati Uniti d'America, Franklin D. Roosevelt, per discutere e trovare una soluzione sul problema dell'aumento del numero di rifugiati ebrei provenienti dalla Germania nazista. Si intendeva cioè gestire il movimento di profughi della Germania e dell'Austria attraverso canali di emigrazione organizzati e spingere i governi partecipanti ad accogliere un numero di profughi proporzionale alle proprie dimensioni. Ventidue organizzazioni parteciparono su base volontaria e molte di esse presentarono piani oralmente o per iscritto. Il fatto che la conferenza non espresse una condanna ufficiale della Germania per il trattamento riservato agli ebrei fu largamente sfruttato dalla propaganda nazista.
In  origine, Roosevelt voleva che a ospitare la conferenza fosse la Svizzera; essa, però, si rifiutò poiché temeva di dover abbandonare la sua strategia di Paese unicamente di transito per i profughi. Il suo unico scopo era quello di impedire lo stanziamento dei profughi permettendone il solo passaggio.

## Contesto storico
Gli ebrei tedeschi, già da tempo perseguitati dal regime di Hitler, erano diventati, con l'emanazione delle leggi di Norimberga del 1935, rifugiati apolidi . Già nel 1938 150.000 ebrei tedeschi su un totale di 600.000 avevano lasciato la Germania, per lo più per recarsi in Terra d'Israele, ma le quote di immigrazione inglesi impedivano a molti di accedervi. Nel marzo 1938 l'Austria fu annessa alla Germania con l'Anschluss e altri 200.000 ebrei austriaci si trovarono nella condizione di rifugiati senza patria. A settembre dello stesso anno, attraverso l'accordo di Monaco, la Gran Bretagna e la Francia permisero ad Hitler di occupare parte della Cecoslovacchia e, quando l'occupazione fu conclusa nel marzo 1939 annettendo il resto del paese, altri 200.000 ebrei divennero dei rifugiati.

## Esito
Nel corso della conferenza i delegati espressero apertamente la loro simpatia per i rifugiati, ma non presero decisioni in merito all'accettazione nei propri Paesi. I paesi democratici avevano già da tempo iniziato ad adottare norme e politiche protezionistiche contro gli stranieri. In particolare gli Stati Uniti d'America o il Regno Unito, che non accettava che essi – se non avevano un'elevata qualifica professionale – potessero trovare riparo nelle isole britanniche.
Il delegato australiano sentenziò: "non avendo problemi razziali, non desideriamo certo importarli". Il delegato francese, invece, affermò che la Francia aveva raggiunto il punto estremo di saturazione riguardo all'accoglienza di rifugiati. Anche le medie potenze non accolsero con gioia l'idea della spartizione di rifugiati, come il delegato del Canada che rispose "Per noi uno solo sarebbe di troppo" alla domanda posta su quanti ebrei avessero potuto accogliere. La maggior parte delle rappresentative si allineò a queste dichiarazioni.
Le uniche nazioni che si proposero per accogliere rifugiati ebrei furono la Bolivia e la Repubblica Dominicana, che dichiarò di poterne ospitare circa 100.000 . Si stima che furono effettivamente rilasciati 5.000 visti ma la stragrande maggioranza dei destinatari non raggiunse il Paese a causa della difficoltà di uscire dall'Europa occupata. Nel 1940 il generale dominicano Rafael Leónidas Trujillo siglò un accordo con cui mise a disposizione per loro 26.000 acri di terra. Nel 1943 il numero di ebrei conosciuti nella Repubblica Dominicana raggiunse il picco di 1000. Nel 1940 in Bolivia si stimavano 15000 ebrei, grazie alle azioni dell'imprenditore minerario tedesco Mauricio Hochschild.